# Impactos da pandemia de COVID-19 na política

Países com pelo menos uma data de eleição alterada

A pandemia de coronavírus 2019-2020 afetou os sistemas políticos de vários países, causando suspensões de atividades legislativas, isolamento ou morte de vários políticos e reagendamento de eleições devido ao medo de disseminar o vírus.

## Impactos gerais

### Popularidade do líder
Há evidências de que a pandemia causou um efeito rali em vários países, com os índices de aprovação do governo subindo na Itália (+27 pontos percentuais), Alemanha (+11), França (+11) e Estados Unidos. Reino . Nos Estados Unidos, o presidente Donald Trump viu uma queda de 6 pontos na aprovação, enquanto os governadores estaduais registraram aumentos tão altos quanto 55 pontos para o governador de Nova Iorque, Andrew Cuomo, 31 pontos para o governador da Carolina do Norte, Roy Cooper, e 30 pontos para a governadora de Michigan, Gretchen Whitmer.

## Estados de emergência
Pelo menos 84 países declararam estado de emergência em resposta à pandemia, levando a temores sobre o uso indevido do poder. O Repórteres Sem Fronteiras afirmou que 38 países restringiram a liberdade de imprensa como resultado.  Outros exemplos incluem proibir protestos em massa, adiar eleições ou mantê-los enquanto a oposição não puder efetivamente fazer campanha, aplicar seletivamente regras de bloqueio a oponentes políticos, distribuir pagamentos de ajuda a partidários políticos ou bode expiatório. Muitos países também apresentaram programas de vigilância em larga escala para rastreamento de contatos, levando a preocupações com seu impacto na privacidade .

## Impacto nas relações internacionais

### China
O governo chinês foi criticado pelos Estados Unidos por lidar com a pandemia, que começou na província chinesa de Hubei . No Brasil, o congressista Eduardo Bolsonaro, filho do presidente Jair Bolsonaro, causou uma disputa diplomática com a China quando retweetou uma mensagem dizendo: "A culpa pela pandemia global de coronavírus tem nome e sobrenome: o partido comunista chinês ". Yang Wanming, o principal diplomata da China no Brasil, retweetou uma mensagem que dizia: "A família Bolsonaro é o grande veneno deste país".
Alguns comentaristas acreditam que a propaganda estatal na China está promovendo uma narrativa de que o sistema autoritário da China é capaz de conter exclusivamente o coronavírus e contrasta isso com a resposta caótica das democracias ocidentais . O chefe de política externa da União Européia, Josep Borrell, disse que "a China está empurrando agressivamente a mensagem de que, diferentemente dos EUA, é um parceiro responsável e confiável". O Ministério das Relações Exteriores da China afirmou que os militares dos Estados Unidos estão por trás do vírus. Quando a Austrália sugeriu uma investigação internacional sobre as origens do vírus, o embaixador chinês ameaçou com retaliação econômica.  A embaixada chinesa na França, por sua vez, alegou que os lares franceses estavam "" abandonando seus postos da noite para o dia ... e deixando seus residentes morrerem de fome e doenças ".  O governo chinês também tentou influenciar diretamente declarações de outros governos, a fim de mostrar ao país uma luz mais positiva, inclusive na Alemanha e Wisconsin . Para combater sua imagem negativa, a China enviou ajuda para 82 países, a Organização Mundial da Saúde e a União Africana .  De acordo com Yangyang Cheng, pesquisador associado de pós-doutorado da Universidade Cornell, "o governo chinês está tentando projetar o poder estatal chinês além de suas fronteiras e estabelecer a China como líder global, não muito diferente do que o governo dos EUA tem feito da melhor parte". de um século, e a distribuição de assistência médica faz parte dessa missão ". Borrell alertou que existe "um componente geopolítico incluindo uma luta pela influência através da fiação e da 'política de generosidade'".

### União Europeia
O primeiro ministro espanhol Pedro Sánchez afirmou que "se não propusermos agora uma resposta unificada, poderosa e eficaz a esta crise econômica, não apenas o impacto será mais forte, mas seus efeitos durarão mais e estaremos colocando em risco o todo o projeto europeu ", enquanto o primeiro-ministro italiano Giuseppe Conte comentou que" todo o projeto europeu corre o risco de perder a razão de ser aos olhos de nossos próprios cidadãos ". De 4 a 19 de março, a Alemanha proibiu a exportação de equipamentos de proteção individual e a França também restringiu as exportações de equipamentos médicos, recebendo críticas de funcionários da UE que pediram solidariedade. Muitos países do espaço Schengen fecharam suas fronteiras para conter a propagação do vírus.

#### Liberdades civis
Dezesseis países membros da União Europeia emitiram uma declaração alertando que certas medidas de emergência emitidas por países durante a pandemia de coronavírus poderiam minar os princípios do Estado de Direito e da democracia em 1º de abril. Eles anunciaram que "apóiam a iniciativa da Comissão Européia de monitorar as medidas de emergência e sua aplicação para garantir que os valores fundamentais da União sejam respeitados". A declaração não menciona a Hungria, mas os observadores acreditam que se refere implicitamente a uma lei húngara que concede poder plenário ao governo húngaro durante a pandemia de coronavírus. No dia seguinte, o governo húngaro aderiu à declaração.
O parlamento húngaro aprovou a lei que concede ao plenário o poder por maioria qualificada, com 137 a 53 votos a favor, em 30 de março de 2020. Após promulgar a lei, o Presidente da Hungria, János Áder, anunciou que havia concluído que o prazo da autorização do governo seria definitivo e seu escopo limitado. Ursula von der Leyen, Presidente da Comissão Europeia, afirmou estar preocupada com as medidas de emergência húngaras e que ela deveria se limitar ao necessário e o Ministro de Estado Michael Roth sugeriu que sanções econômicas fossem usadas contra a Hungria.

### Relações Japão-Coréia do Sul
As relações Japão-Coréia do Sul pioraram como resultado da pandemia. Depois que o Japão declarou que começaria a quarentena todas as chegadas da Coréia do Sul, o governo sul-coreano descreveu a medida como "irracional, excessiva e extremamente lamentável", e que não pôde "deixar de questionar se o Japão tem outros motivos além de conter o surto". .

### Estados Unidos
Os Estados Unidos estão sob escrutínio de autoridades de outros países por supostamente seqüestrar remessas de suprimentos cruciais destinados a outros países.
Jean Rottner, presidente do conselho regional de Grand Est da França, acusou os Estados Unidos de interromperem as entregas de máscaras comprando no último minuto. As autoridades francesas declararam que os americanos chegaram à pista do aeroporto e ofereceram várias vezes o pagamento francês, enquanto a remessa estava preparada para partir para a França. Justin Trudeau, o primeiro-ministro do Canadá, pediu a Bill Blair, o ministro da Segurança Pública, e Marc Garneau, o ministro dos Transportes, para investigar as alegações de que os suprimentos médicos originalmente destinados ao Canadá foram desviados para os Estados Unidos. O político alemão Andreas Geisel acusou os Estados Unidos de cometer "pirataria moderna" depois de relatos de que 200.000 máscaras N95 destinadas à polícia alemã foram desviadas durante uma transferência em rota entre aviões da Tailândia para os Estados Unidos mas depois mudou sua declaração depois ele esclareceu que os pedidos de máscara foram feitos através de uma empresa alemã, não uma empresa americana, como declarado anteriormente, e os problemas da cadeia de suprimentos estavam sob revisão.
Devido à escassez de testes de coronavírus, o governador de Maryland, Larry Hogan, fez com que sua esposa Yumi Hogan, nascida na Coréia do Sul, falasse com o embaixador da Coréia do Sul e, posteriormente, várias empresas da Coréia do Sul declararam que enviariam testes para Maryland.
Em 2 de abril de 2020, o Presidente Trump invocou a Lei de Produção de Defesa de 1950 para interromper as exportações de máscaras produzidas pela 3M para o Canadá e a América Latina.  O primeiro-ministro canadense Justin Trudeau disse que seria um erro para ambos os países limitar o comércio de bens ou serviços essenciais, incluindo suprimentos médicos e profissionais, e observou que isso se move em ambas as direções. O governo canadense se voltou para a China e outros lugares para suprimentos médicos cruciais, enquanto eles buscam uma discussão construtiva sobre o assunto com o governo Trump.

### Organização Mundial de Saúde
O chefe da Organização Mundial da Saúde, Tedros Adhanom, afirmou que havia sido "severamente discriminado" e recebido ameaças de morte e insultos racistas, afirmando que "Este ataque veio de Taiwan ". Em resposta, o Ministério das Relações Exteriores de Taiwan declarou "forte insatisfação e um alto grau de arrependimento" e que "condenaria todas as formas de discriminação e injustiça".
Em 7 de abril de 2020, o presidente dos Estados Unidos, Donald Trump, ameaçou cortar fundos para a OMS, o que ele fez.

## Impacto na política nacional

### Bélgica
Em 17 de março de 2020, Sophie Wilmès assumiu o cargo de primeiro-ministro da Bélgica . Sete partidos da oposição prometeram apoiar o governo da minoria Wilmès II, em sua composição anterior, com poder plenário para lidar com a pandemia de coronavírus na Bélgica .

### Brasil
O presidente Jair Bolsonaro foi criticado por lidar com a crise. Ele se referiu à pandemia como uma "fantasia". Segundo uma pesquisa, 64% dos brasileiros rejeitam a maneira como Bolsonaro lidou com a pandemia, enquanto 44,8% apóiam seu impeachment, um recorde histórico. Durante um discurso do presidente sobre a pandemia, milhões participaram de um panelaço protestando contra o presidente batendo panelas e frigideiras nas varandas.

### Canadá
Em 13 de março de 2020, o Parlamento do Canadá votou a suspensão da atividade em ambas as casas até 20 de abril para a Câmara dos Comuns e 21 de abril para o Senado . Os comitês de saúde e finanças da Câmara dos Comuns tiveram a capacidade de realizar reuniões virtuais semanais durante a pandemia.
Os concursos de liderança do Partido Conservador do Canadá, do Partido Verde da Colúmbia Britânica, do Partido Liberal de Quebec e do Parti Québécois foram adiados.

### China
Vários administradores de nível provincial do Partido Comunista da China (PCC) foram demitidos por terem lidado com os esforços de quarentena na China central. Alguns especialistas acreditam que isso é uma tentativa de proteger o secretário-geral do Partido Comunista Xi Jinping da raiva das pessoas pelo surto de coronavírus. Os protestos em Hong Kong se fortaleceram devido ao medo de imigração da China continental. Taiwan também manifestou preocupação em ser incluído em qualquer proibição de viagem que envolva a República Popular da China devido à " política de uma única China " e às reivindicações chinesas . Alguns países têm usado a epidemia para construir pontes políticas com Pequim, levantando acusações de que esses países, que incluem o Camboja, entre outros, estavam colocando a política antes da saúde. As tensões existentes entre os Estados Unidos e a China podem ter adiado um esforço coordenado para combater o surto em Wuhan.
Outlets como Politico, Foreign Policy e Bloomberg relataram que os esforços da China para enviar ajuda a outros países e alegam, sem evidências, que o vírus se originou nos Estados Unidos são um incentivo à propaganda pela influência global, ao mesmo tempo em que desviam a culpa por lidar com o surto. .

### Irã
O governo da República Islâmica do Irã foi fortemente afetado pelo vírus. A disseminação do vírus levantou questões sobre a futura sobrevivência do regime. O presidente do Irã, Hassan Rouhani, escreveu uma carta pública aos líderes mundiais pedindo ajuda, dizendo que seu país não tem acesso aos mercados internacionais devido às sanções dos Estados Unidos contra o Irã .
Em 3 de março de 2020, o Parlamento iraniano foi fechado após 23 dos 290 membros do parlamento terem testado positivo para o vírus.

### Israel
Depois de enfrentar um impasse político desde a eleição legislativa realizada em 9 de abril de 2019, Israel realizou outra eleição em 2 de março de 2020, entre o primeiro-ministro Benjamin Netanyahu e Benny Gantz . Gantz ganhou por pouco o apoio da maioria dos membros do Knesset e diminuiu sua relutância anterior em cooperar com Netanyahu, declarando seu interesse em formar um governo de unidade nacional para enfrentar a crise do coronavírus. No final do mês, Netanyahu propôs um acordo de compartilhamento de poder no qual renunciaria em 2021.
Em 28 de março de 2020, o Coordenador Especial das Nações Unidas para o Processo de Paz no Oriente Médio, Nickolay Mladenov, elogiou as autoridades israelenses e palestinas por sua coordenação no combate à pandemia do COVID-19 . Mladenov apreciou a estratégia de resposta, especialmente por se concentrar em Gaza, já que a região enfrenta um risco relativamente substancial da propagação da doença. Desde o início da nova crise de coronavírus, Israel permitiu a entrada de suprimentos médicos e de ajuda significativos em Gaza.

### Espanha
Em 12 de março de 2020, o Congresso dos Deputados votou a suspensão da atividade por uma semana após vários membros terem testado positivo para o vírus. Quando o Congresso dos Deputados aprovou a prorrogação do Estado de Alarme em 18 de março, foi a primeira vez que os partidos da oposição Popular Party e Vox apoiaram o governo em uma votação, enquanto partidos separatistas, como a Esquerda Republicana Catalã, se abstiveram da votação .
A resposta ao coronavírus foi complicada pelo fato de Pedro Sánchez liderar o governo minoritário do PSOE (em coalizão com a Unidas Podemos ) , que conta com o apoio de partidos da oposição para aprovar medidas de coronavírus, principalmente no que diz respeito ao estímulo econômico. Até agora, o gabinete está discutindo propostas para oferecer empréstimos com juros zero aos inquilinos para pagar aluguel, para que os proprietários menores que dependem da renda possam ficar à tona. O líder do PP Pablo Casado reclamou que o governo não o mantinha informado sobre os desenvolvimentos no coronavírus. A líder da Ciudadanos Inés Arrimadas disse que apóia as ações do governo.

### Estados Unidos
Devido ao colapso do mercado de ações, altos índices de desemprego e atividade econômica reduzida causadas pela pandemia de coronavírus, o Congresso dos Estados Unidos se reuniu para criar legislação para tratar dos efeitos econômicos da pandemia e aprovou a Lei de Ajuda, Alívio e Segurança Econômica de Coronavírus (CARES) Aja). O representante Thomas Massie tentou manobrar para uma votação nominal, mas havia uma demanda insuficiente entre o quorum presente e a Câmara aprovou a lei por voto de voz em 27 de março.
Em 19 de março, a ProPublica publicou um artigo mostrando que o senador Richard Burr vendeu entre US $ 628.000 e US $ 1,7 milhão em ações antes do colapso do mercado de ações usando conhecimento privilegiado de uma reunião fechada do Senado, onde os senadores foram informados sobre como o coronavírus poderia afetar os Estados Unidos. As transações de ações cometidas pelos senadores Dianne Feinstein, Kelly Loeffler e Jim Inhofe também foram submetidas a um exame minucioso para informações privilegiadas. Em 30 de março, o Departamento de Justiça imitou uma investigação sobre as transações de ações com a Securities and Exchange Commission .
O capitão Brett Crozier escreveu um memorando de quatro páginas solicitando ajuda para sua tripulação, pois havia ocorrido um surto viral a bordo de seu navio, o USS Theodore Roosevelt .   No entanto, ele logo se livrou de seu comando sobre o navio, porque o memorando vazou para o público.   O secretário da Marinha em exercício, Thomas Modly, inicialmente justificou suas ações para demitir Crozier, dizendo que o capitão era "ingênuo ou estúpido demais" para ser um comandante se não achasse que a informação seria divulgada ao público nesta era da informação, mas depois emitiu um pedido de desculpas no qual reconheceu que Crozier pretendia chamar a atenção do público para as circunstâncias em seu navio. Vários membros do Congresso pediram a renúncia de Modly por lidar com a situação,  que ele fez em 7 de abril.
Em 10 de março, o senador do estado da Geórgia Brandon Beach começou a apresentar sintomas do COVID-19 e foi testado em 14 de março. No entanto, ele participou de uma sessão especial da legislatura em 16 de março, antes que seus resultados chegassem em 18 de março, mostrando que ele havia testado positivo. Todo o senado estadual da Geórgia, suas equipes e o tenente governador Geoff Duncan entraram em quarentena até 30 de março.

### Venezuela
A Reuters informou que, durante a pandemia, aliados de Nicolás Maduro e Juan Guaidó começaram secretamente negociações exploratórias, segundo fontes de ambos os lados. Guaidó e o Representante Especial dos EUA para a Venezuela Elliott Abrams negaram que as negociações tenham ocorrido.

## Impacto nas eleições

### Bolívia
Em 21 de março de 2020, a Presidente Jeanine Áñez anunciou a decisão do governo interino de adiar a eleição instantânea . Outros candidatos à presidência sugeriram adiar a eleição para impedir a disseminação do coronavírus através da congregação de grandes grupos de pessoas.

### Chile
O plebiscito de uma nova constituição e a convenção que a escreveria estavam agendadas para 25 de abril, mas em 19 de março os partidos políticos chegaram a um acordo sobre adiar o plebiscito para 25 de outubro. Este acordo também adiou as eleições municipais e regionais, de 25 de outubro a 4 de abril de 2021, com as primárias e as segundas rodadas de eleições sendo adiadas também.  

### Etiópia
Em 31 de março, o Conselho Nacional Eleitoral da Etiópia atrasou as eleições na Câmara dos Deputados que estavam originalmente agendadas para 29 de agosto, devido ao surto de coronavírus na Etiópia.

### França
O presidente Emmanuel Macron declarou o coronavírus como a "maior crise de saúde em um século". Em 12 de março, ele declarou que o primeiro turno das eleições locais não seria remarcado. A escolha de manter as eleições, realizada em 15 de março, gerou polêmica significativa. Em 16 de março, ele afirmou que o segundo turno, originalmente previsto para 22 de março, seria adiado para 21 de junho.

### Itália
Um referendo sobre uma emenda do país constitucional para diminuir o número de membros do parlamento de 630 para 400 foi inicialmente agendado para 29 de março, mas foi adiado para uma data indeterminada após o surto do vírus na Itália.

### Filipinas
Em 10 de março de 2020, a Comissão de Eleições (COMELEC) suspendeu o registro de eleitores em todo o país até o final do mês devido à pandemia do COVID-19. O período de registro teve início em 20 de janeiro e está programado para ocorrer até 30 de setembro de 2021. A suspensão foi prorrogada posteriormente até o final de abril. A emissão da certificação do eleitor também está suspensa até novo aviso. As próximas eleições nacionais agendadas nas Filipinas são em maio de 2022 .

### Espanha
As eleições regionais bascas para 2020, agendadas para 5 de abril, foram adiadas, após um acordo entre todos os partidos políticos representados no parlamento basco; as eleições galegas também foram suspensas.

### Reino Unido
Em 13 de março de 2020, as eleições locais do Reino Unido que deveriam ocorrer em 7 de maio de 2020 foram remarcadas pelo Primeiro Ministro Boris Johnson para 6 de maio de 2021, seguindo o conselho da Comissão Eleitoral e de acordo com o Partido Trabalhista e os Democratas Liberais .
Em 27 de março, os democratas liberais adiaram suas eleições para a liderança até 2021.

### Estados Unidos

#### Presidencial

##### Campanha
As campanhas políticas mudaram para atividades online e virtuais em meados de março para evitar a disseminação do coronavírus ou estar em conformidade com as regras estaduais de distanciamento social. O ex- vice-presidente Joe Biden e o senador Bernie Sanders começaram a oferecer prefeituras online e captação de recursos virtuais. A campanha presidencial do presidente Donald Trump também mudou da campanha pessoal para a campanha virtual, devido a ordens de permanência em casa e regras de distanciamento social feitas após seu comício em 2 de março e seu escritório de liderança republicano e outros com sede na Virgínia foram fechados devido à suspensão. ordens internas emitidas pelo governador Ralph Northam .
A presidente da Câmara, Nancy Pelosi (D-CA) e as senadoras Amy Klobuchar (D-MN) e Ron Wyden (D-OR) manifestaram preocupação no início de abril que a pandemia poderia diminuir a participação de eleitores em novembro. O fechamento de igrejas, universidades e centros de carteira de motorista dificultará o registro dos eleitores, e o Projeto Democracia no Brennan Center for Justice espera que a participação seja baixa, como ocorreu nas primárias democratas de 17 de março em Illinois . O presidente da Câmara do Estado da Geórgia, David Ralston (R), previu que enviar formulários de solicitação de voto ausentes a todos os eleitores do estado durante a crise dos coronavírus seria "devastador" para os candidatos do Partido Republicano, e o Presidente Trump disse que algumas das reformas nas eleições dificultariam as coisas. para republicanos para ganhar o cargo.
Houve pedidos para adiar a eleição presidencial dos EUA em 2020 para o próximo ano, mas muitos estudiosos constitucionais, os legisladores afirmaram que seria muito difícil fazer isso sem alterar a Constituição.

##### Primárias
Em 12 de março de 2020, o NPL Democrático da Dakota do Norte cancelou sua convenção estadual que deveria ser realizada de 19 a 22 de março, onde candidatos estaduais seriam nomeados e delegados à Convenção Nacional Democrática . Em 13 de março, a primária presidencial na Louisiana foi adiada para 20 de junho pelo secretário de Estado Kyle Ardoin e Wyoming teve sua parte pessoal de sua bancada e todas as convenções do condado suspensas e substituídas por cédulas por correio.
Em 30 de março, o Partido Democrata do Kansas anunciou que suas primárias presidenciais seriam conduzidas apenas através de cédulas por correio, e o governador Brad Little e a secretária de Estado Lawerence Denney também anunciaram que as eleições primárias de Idaho também seriam conduzidas integralmente por cédulas por correio. Em 1º de abril, o governador Jim Justice assinou uma ordem executiva para adiar as primárias da Virgínia Ocidental de 12 de maio a 9 de junho.
As assembleias de voto na Flórida, Ohio, Illinois e Arizona, localizadas em instalações para idosos, foram transferidas e foram adotadas outras precauções de saúde. Diretores eleitorais locais em Maryland pediram que as primárias do estado fossem alteradas para usar apenas as cédulas por correio e a ex -Secretária Adjunta do Tesouro Mary J. Miller pediu ao governador Larry Hogan que mudasse para cédulas por correio.

##### Eleições
Em 16 de março, o governador do Texas, Greg Abbott, anunciou o adiamento da eleição especial do Distrito do Senado no estado 14, de 2 de maio a 14 de julho. Em 20 de março, a Junta Eleitoral do Estado da Carolina do Norte anunciou que o segundo turno republicano do 11º distrito congressional da Carolina do Norte seria adiado para 23 de junho e o governador do Mississippi Tate Reeves anunciou que o segundo turno republicano do segundo distrito congressional seria adiado para 23 de junho Junho. Em 23 de março, foram adiadas eleições especiais para a Câmara dos Deputados e o Senado de Massachusetts .
Quando a eleição foi realizada em 7 de abril, o acesso à votação fácil pessoalmente dependia muito de onde os eleitores estavam localizados. Em comunidades menores ou mais rurais, que tendem a ser mais brancas e votam nos republicanos, poucas questões foram relatadas. Em áreas mais urbanizadas, a pandemia de coronavírus forçou o fechamento e a consolidação de muitos locais de votação em todo o estado, apesar do uso de 2.500 membros da Guarda Nacional para combater uma grave escassez de trabalhadores nas pesquisas. Os efeitos foram sentidos com maior intensidade em Milwaukee, a maior cidade do estado com a maior população minoritária e o centro da pandemia em curso no estado.  O governo da cidade só conseguiu abrir 5 das 180 assembleias de voto depois de receber quase 1.000 funcionários.  Como resultado, foram relatadas longas filas, com alguns eleitores aguardando até 2,5 horas e através de pancadas de chuva. As linhas afetaram desproporcionalmente a grande população hispânica e afro-americana de Milwaukee; o último já havia sido desproporcionalmente afetado pela pandemia de coronavírus, formando quase metade dos casos documentados de Wisconsin e mais da metade de suas mortes no momento em que a votação foi realizada.  No entanto, no momento da conclusão da eleição, o comissário eleitoral de Milwaukee, Neil Albrecht, declarou que, apesar de alguns dos problemas, a votação pessoal decorreu sem problemas.
Os eleitores de todo o estado foram aconselhados a manter o distanciamento social, usar máscaras faciais e trazer suas próprias canetas. Vos, o presidente da Assembléia estadual, serviu como inspetor de eleições para votação em 7 de abril. Enquanto usava equipamentos de proteção individual, ele disse a repórteres que era "incrivelmente seguro sair" e votar, acrescentando que os eleitores enfrentavam "exposição mínima".

### Venezuela
O Comitê de Candidaturas Eleitorais, encarregado de nomear um novo Conselho Nacional Eleitoral da Venezuela (CNE), anunciou que suspenderia suas reuniões por causa da pandemia.

## Impacto em políticos e figuras públicas

### Austrália
Em 13 de março de 2020, Peter Dutton, Ministro da Administração Interna, declarou que estava infectado com COVID-19 e foi isolado em um hospital depois de ter participado de um pacto de segurança Five Eyes em Washington, DC, onde se encontrou com o Presidente dos Estados Unidos Donald Trump, Procurador Geral dos Estados Unidos William Barr e Ivanka Trump .
Em 12 de março de 2020, o primeiro-ministro Justin Trudeau e sua esposa Sophie Grégoire Trudeau entraram em isolamento enquanto Sophie passou por testes que mais tarde mostraram que ela deu positivo para o COVID-19.

### Alemanha
Em 28 de março de 2020, o ministro das Finanças de Hesse, Thomas Schäfer, cometeu suicídio por acreditar que não poderia atender às expectativas de ajuda financeira para combater a pandemia de coronavírus .
Em 7 de março de 2020, Nicola Zingaretti, secretária do Partido Democrata e presidente da Lazio, anunciou que estava infectada com COVID-19 e Anna Ascani, vice-presidente do Partido Democrata, também afirmou que estava infectada pelo vírus em 14 de março.

### Mônaco
Em 15 de março de 2020, Albert II, príncipe de Mônaco, deu positivo para o coronavírus, tornando-se o primeiro chefe de estado a dar positivo, mas depois se recuperou.

### Filipinas
Dois membros do Presidente Rodrigo Duterte 's Cabinet testou positivo para COVID-19; Secretário do Interior Eduardo Año . e Secretário de Educação, Leonor Briones .

### Reino Unido
Em 5 de março de 2020, o subsecretário de Estado de Saúde Mental, Prevenção do Suicídio e Segurança do Paciente e a parlamentar Nadine Dorries apresentaram sintomas do COVID-19 após uma reunião com o primeiro-ministro Boris Johnson e depois deram positivo. O Secretário de Estado Sombra do Trabalho e Pensões e o parlamentar Rachael Maskell entraram em isolamento devido ao contato com Dorries. Kate Osborne, parlamentar trabalhista, foi a segunda parlamentar a dar positivo para COVID-19. Lloyd Russell-Moyle foi o terceiro deputado a dar positivo.
Boris Johnson entrou em isolamento em 10 Downing Street e, em 27 de março, anunciou que havia testado positivo para o coronavírus. Em 5 de abril, ele foi internado no Hospital St Thomas em Westminster e depois foi transferido para a unidade de terapia intensiva no dia seguinte.
Em 25 de março, Charles, príncipe de Gales, tornou-se o primeiro membro da família real britânica a dar positivo para o coronavírus.

### Estados Unidos
A Conferência de Ação Política Conservadora (CPAC) foi realizada de 26 a 29 de fevereiro de 2020, e mais tarde foi descoberto que um dos participantes com um ingresso VIP de nível ouro se reuniu com vários políticos de alto nível. Entre eles estavam os senadores Ted Cruz, Rick Scott e Lindsey Graham ; e os representantes Mark Meadows, Paul Gosar, Doug Collins e Matt Gaetz, que mais tarde entraram em quarentena com outros membros do Partido Republicano .
Em 18 de março, os representantes Mario Díaz-Balart (R -FL-25 ) e Ben McAdams (D -UT-4 ) se tornaram os primeiros membros do Congresso a dar positivo para o vírus. Em 22 de março, o senador Rand Paul (R-KY) se tornou o primeiro membro do Senado a ser positivo para o coronavírus, mas, apesar de ter feito o teste, ele não foi isolado, fazendo com que os senadores Mitt Romney e Mike Lee se isolassem após fez contato com Paul. Em 19 de março, Joe Cunningham (D -SC-1 ) entrou em isolamento após entrar em contato com outro membro do Congresso que deu positivo e, em 27 de março, ele anunciou que tinha dado positivo para o vírus.